# Tierno Bokar
Tierno Bokar (n.1875 - d.1939) a fost un învățat musulman sufi și înțelept din Mali. Cunoscut și sub numele de Înțeleptul din Bandiagara (Le Sage de Bandiagara), acesta a rămas faimos pentru mesajele sale de toleranță religioasă, înțelegere și dragoste universală.

## Biografie
Tierno Bokar Salif Tall s-a născut în jurul anului 1875 în Ségou, Mali. Acesta era fiul lui Salif, o căpetenie locală și nepot al lui Saydou Hann, un respectat învățat și înțelept sufi. Familia sa făcea parte dintre urmașii celebrului Al-Hajji Umar Tall (1796-1864), comandant militar, mistic și învățat sufi al confreriei Tijaniyyah, considerat de către adepții săi drept un adevărat sfânt. Din acest motiv, familia Tall era profund atașată de Tijaniyyah. Tânărul Tierno a avut parte de o educație în spiritul acestei confrerii. Până la vârsta de 15 ani a învățat pe de rost Coranul, regulile principale ale religiei și biografiile multor sfinți sufi.
În anul 1890, tatăl lui Tierno a participat la luptele împotriva francezilor, dar a fost înfrânt, iar Ségou a fost cucerit. Tierno și mama sa împreună cu alți membri ai familiei au fost forțați să se mute la Bandiagara, mult mai la est, în 1893. Acolo a devenit discipol al învățatului Amadou Tafsir Ba care l-a inițiat profund în misterele confreriei Tijaniyyah. După moartea acestuia, în anul 1908, Tierno a preluat conducerea școlii locale și s-a ocupat de educarea tinerilor, după dorința mentorului său. În această perioadă s-a căsătorit și cu 
Nene Amadou Thiam.
Programul zilnic al lui Tierno Bokar era unul foarte bine pus la punct. Se scula la ora 3 dimineața și se ruga până aproape de răsărit când îi trezea pe cei din localitate pentru a participa la prima rugăciune comună. După rugăciune, făcea litanii sau pomeniri până după răsăritul soarelui și mergea să ia micul dejun cu elevii săi. Începeau apoi cursurile cu lecții dedicate Coranului și legilor islamice până la amiază când luau cu toții prânzul și apoi făceau a doua rugăciune comună. După rugăciune, lecțiile continuau până la a treia rugăciune comună când programul elevilor se încheia. După a treia rugăciune, Tierno își petrecea timpul făcând litanii până la apus, iar apoi participa la a patra rugăciune comună. Continua să rămână în moschee până la a cincea și ultima rugăciune comună din zi după care pleca să se întâlnească cu familia sa și apoi se culca. Se credea că stătea zilnic împreună cu cel puțin 200 de elevi.
În jurul anului 1937, Tierno Bokar l-a vizitat pe Shaykh Hamahullah, un reformator religios din Nioro. În urma discuțiilor cu acesta, Tierno a hotărât să-l accepte drept lider spiritual, devenind adept al său și al confreriei Hamallayyah, desprinsă din Tijaniyyah. Rudele lui Tierno din familia Tall s-au supărat foarte tare pe acesta, considerându-l un trădător. A fost marginalizat și persecutat, iar în cele din urmă a decedat în anul 1939 în Bandiagara. În ciuda acestui fapt, faima lui Tierno a fost foarte mare în Bandiagara și în întreaga regiune a actualului Mali, ajungând să fie cunoscut sub numele de Le Sage de Bandiagara (Înțeleptul din Bandiagara). La aceasta a contribuit și cartea Vie en enseignement de Tierno Bokar, le sage de Bandiagara, a istoricului și etnologului Amadou Hampâté Bâ (1901-1991), discipol al lui Tierno Bokar.

## Învățături
Tierno Bokar a rămas foarte popular pentru mesajul său de dragoste, înțelegere și toleranță. El considera că există o singură religie adevărată revelată de către Creator, dar care a căpătat forme diferite în funcție de timpuri și de locuri. Aceasta este religia pe care au predicat-o marii profeți ca Avraam, Moise, Iisus și Mohamed, dar oamenii au divizat-o neînțelegând profunzimea acesteia și au intrat în conflict unii cu alții. Important este nu ceea îi diferențiază pe adepții marilor religii, ci ceea ce îi adună la un loc. Tierno și-a îndemnat discipolii să evite să-i jignească pe credincioșii altor religii. De asemenea, le-a interzis să-i batjocorească pe pastorii și predicatorii creștini ce încercau să-i evanghelizeze pe frații lor africani. Orice om care vrea să vorbească în numele lui Dumnezeu este demn de respect și merită măcar ascultat pentru a prezenta ceea ce are de spus. Oamenii trebuie să accepte dialogul și buna înțelegere. Acesta este mesajul Coranului și al islamului. Învățăturile lui Tierno l-au făcut foarte popular și mulți oameni de diferite religii îl vizitau pentru a-i asculta pildele și sfaturile. Savantul francez Théodore Monod l-a numit Sfântul Francisc de Assisi de la Bandiagara.